# Metanopedias vindhyensis
Metanopedias vindhyensis är en stekelart som först beskrevs av Durgadas Mukerjee 1978.  Metanopedias vindhyensis ingår i släktet Metanopedias och familjen gallmyggesteklar. Inga underarter finns listade i Catalogue of Life.